# 普兰维尔 (瓦兹省)
普兰维尔（法語：Plainville，法語發音：[plɛ̃vil]）是法国瓦兹省的一个市镇，属于克莱蒙区。

## 地理
普兰维尔（49°36'49"N, 2°27'10"E）面积4.25 平方千米，位于法国上法蘭西大區瓦兹省，该省份为法国北部内陆省份，北起索姆省，西接厄尔省和滨海塞纳省，南至塞纳-马恩省和瓦兹河谷省，东临埃纳省。
与普兰维尔接壤的市镇（或旧市镇、城区）包括：布鲁瓦、舍普瓦、拉埃雷勒、塞雷维莱尔、韦勒-佩雷讷。

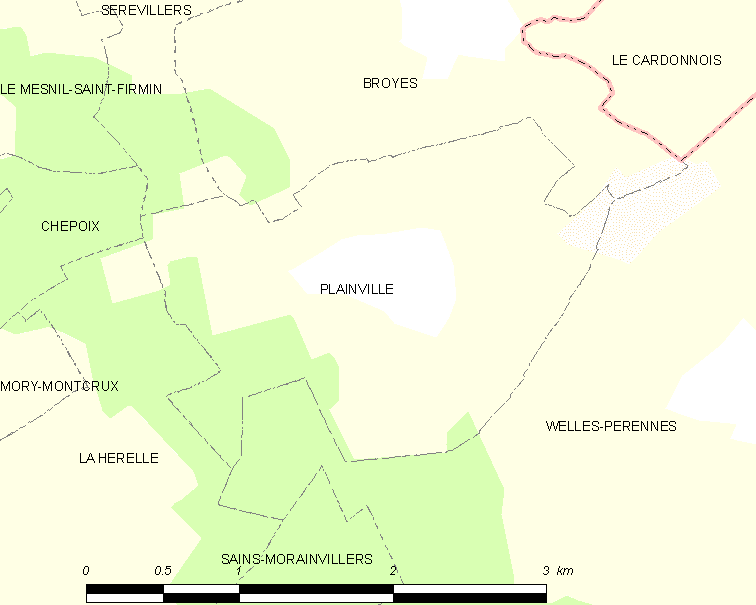
的OSM定位图

普兰维尔的时区为UTC+01:00、UTC+02:00（夏令时）。

## 行政
普兰维尔的邮政编码为60120，INSEE市镇编码为60496。

## 政治
普兰维尔所属的省级选区为圣瑞斯特昂绍塞县。

## 人口

1962-2008年间人口变化图示

普兰维尔于2022年1月1日时的人口数量为163人。